# Mi manchi (Levante)
Mi manchi è un singolo della cantautrice italiana Levante, pubblicato il 26 gennaio 2024 come quarto estratto dal quinto album in studio Opera futura.

## Descrizione
Il brano è scritto dalla stessa cantautrice con Antonio Filippelli, che ha anche curato la produzione.

## Tracce
Testi di Claudia Lagona e Antonio Filippelli, musiche di Claudia Lagona, Antonio Filippelli e Daniel Bestonzo.
1. Mi manchi – 3:21

## Formazione
- Levante – voce
- Alessio Sanfilippo – batteria
- Cristian Milani – masterizzazione
- Antonio Filippelli – basso, chitarra, sintetizzatore, programmazione, produzione, missaggio, registrazione
- Daniel Bestonzo – chitarra, musica per archi, pianoforte, sintetizzatore, programmazione
- Elisa Semprini – voci di sottofondo
- Federica Vancore – voci di sottofondo
- Gianmarco Manilardi – percussioni, programmazione, registrazione
- Gloria Bianco – voci di sottofondo
- Ivan Antonio Rossi – registrazione
- Ivan Antonio Suárez López – registrazione
- Lorenza Giusiano – voci di sottofondo
- Metatron Srl – produzione esecutiva
- Nadia Badellino – voci di sottofondo